# Фторид кислорода(II)
Фтори́д кислоро́да(II) (дифтори́д кислоро́да) — бинарное неорганическое соединение кислорода и фтора с формулой OF2. При нормальных условиях представляет собой бесцветный ядовитый газ, конденсирующийся при охлаждении в светло-жёлтую (в толстых слоях золотисто-жёлтую) жидкость. Фторид кислорода(II) имеет раздражающий запах, несколько отличающийся от запаха фтора (смесь запаха хлорной извести и озона).

## Открытие
Дифторид кислорода был открыт впервые в 1929 году Полем Лебо и Августином Дамьеном, а спустя некоторое время подробно изучен Руффом и Менцелем.

## Систематическое название
В литературе иногда это соединение называют оксидом фтора (F2O). Однако это неверно, так как атом фтора более электроотрицателен, чем кислород, и по правилам IUPAC это соединение должно называться именно фторидом кислорода (OF2), хотя общая электронная пара практически не смещается от атома кислорода в сторону атома фтора.

## Физические свойства
Жидкий фторид кислорода неограниченно смешивается с жидкими озоном, фтором, кислородом. Плохо растворяется в холодной воде (примерно 7:100 по объёму). При этом достаточно хорошо растворяет воздух.
Молекула обладает слабым дипольным моментом, равным 0,3 Д.

## Получение
- Получение фторида кислорода(II) до сих пор проводят по так называемому «щелочному» способу пропусканием газообразного фтора в 2 % (0,5 н.) водный раствор гидроксида натрия (NaOH). Помимо фторида кислорода(II) параллельно образуются пероксид водорода и озон:

{\displaystyle {\mathsf {2F_{2}+2NaOH\rightarrow OF_{2}\uparrow +2NaF+H_{2}O}}}
{\displaystyle {\mathsf {6F_{2}+6NaOH\rightarrow OF_{2}\uparrow +4HF+6NaF+H_{2}O_{2}+O_{3}\uparrow }}}
- Возможно также получение фторида кислорода(II) электролизом водного раствора HF.
- При горении воды в атмосфере фтора также частично образуется дифторид кислорода и пероксид водорода. Это происходит за счёт протекания радикальных реакций:

{\displaystyle {\mathsf {F_{2}+H_{2}O\rightarrow 2HF\uparrow +O:}}} — инициация свободных радикалов с образованием бирадикала O:
{\displaystyle {\mathsf {2O:\rightarrow O_{2}}}} — доминирующий процесс
{\displaystyle {\mathsf {O:+H_{2}O\rightarrow H_{2}O_{2}}}}
{\displaystyle {\mathsf {O:+F_{2}\rightarrow OF_{2}\uparrow }}}
Чтобы получить чистый фторид кислорода взаимодействием воды со фтором, нужно проводить эту реакцию при −40 °C. Реакция идёт по радикально-цепному механизму:
{\displaystyle {\mathsf {H_{2}O+2F_{2}\xrightarrow {-40^{o}C} \ OF_{2}\uparrow +2HF}}}
- Взаимодействие кислорода со фтором под действием ультрафиолета или электрического разряда. Кислород под действием ультрафиолета разлагается на свободные радикалы:

{\displaystyle {\mathsf {O_{2}+2F_{2}\xrightarrow {UV} \ 2OF_{2}\uparrow }}}

## Химические свойства
Дифторид кислорода — весьма энергичный окислитель, и в этом отношении напоминает по силе свободный фтор, а по механизму окисления — озон, но реакции с участием фторида кислорода(II) требуют более высокой энергии активации, так как на первой стадии происходит образование атомарного кислорода (как и у озона). Термическое разложение фторида кислорода(II) представляет собой мономолекулярную реакцию с энергией активации 41 ккал/моль и начинается только при температуре выше 200 °C.
При растворении в горячей воде подвергается гидролизу. При этом образуется фтороводород и обычный кислород. В щелочной среде разложение протекает достаточно быстро.
Смесь паров дифторида кислорода и воды взрывоопасна:
{\displaystyle {\mathsf {OF_{2}+H_{2}O\rightarrow 2HF\uparrow +O_{2}\uparrow }}}
Фторид кислорода(II) не действует на сухое стекло и кварц, но действует (интенсивно) на металлическую ртуть, что исключает применение ртути в приборах с фторидом кислорода(II). На смазку для газовых кранов фторид кислорода(II) действует очень медленно.

### Взаимодействие с металлами
На меди, платине, золоте, серебре фторид кислорода(II) образует лишь тончайшие защитные плёнки фторидов, что позволяет использовать эти металлы в контакте с фторидом кислорода(II) при комнатной температуре. При повышении температуры до 250 °C происходит дальнейшее окисление металлов. Наиболее подходящими металлами для работы с дифторидом кислорода являются алюминий и магний. Нержавеющие стали, никель, монель-металл, магниевомедный сплав (92/8), латунь и медь также мало изменяются в весе при воздействии фторида кислорода(II) в течение 1...1,5 недели при 100 °C.

## Применение
Благодаря высокой энергии активации разложения фторида кислорода(II), это соединение можно сравнительно безопасно смешивать с многими углеводородами, водородом, моноокисью углерода и прочими веществами, что чрезвычайно важно в практическом плане использования фторида кислорода(II) в качестве высокоэффективного окислителя ракетного топлива. Так как фторид кислорода(II) не взрывается при смешивании с горючими материалами и при нагревании (сам по себе) то его применение вполне безопасно.

## Токсичность
Фторид кислорода(II) OF2 (дифторид кислорода) чрезвычайно токсичен (степень токсичности сопоставима с таковой фосгена COCl2), гораздо более ядовит, чем элементарный фтор, так как вызывает сильнейшее раздражение тканей организма, очень глубоко проникает и растворяется в них (глубже чем фтор), затрудняет дыхание. По токсикологии NFPA 704 ему присвоена высшая токсичность. Класс токсичности – 1.
Смертельная доза (LC50) — 1—2 мг/(м3·час) (меньше, чем у синильной кислоты).
Дифторид кислорода опасен для окружающей среды.

## Упоминания в литературе
В фантастической новелле Роберта Л. Форварда «Камелот 30К» дифторид кислорода был использован как биохимический растворитель для живых форм, живущих в поясе Койпера Солнечной системы. Хотя при 30 К фторид кислорода будет твёрдым, вымышленные инопланетные организмы являются эндотермическими и благодаря радиотермическому нагреву могут использовать жидкий фторид кислорода в качестве крови.